# Klazomenai

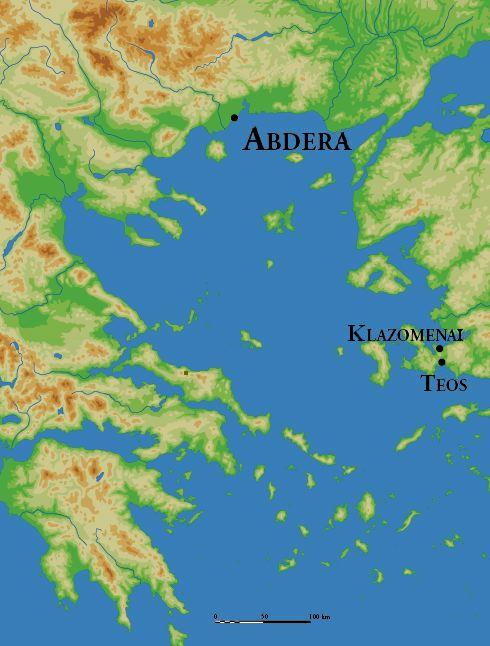
Klazomenais läge

Klazomenai (grekiska Κλαζομεναί, latin Clazomenae, turkiska Kilizman) var en antik stad i Jonien i Mindre Asien, en av de tolv städerna i Joniska förbundet, vid södra kusten av Smyrnaviken. Staden låg i närheten av det nuvarande Urla i den turkiska provinsen Izmir, cirka 36 km från staden Izmir.

## Historia
Klazomenai grundades 654 f.Kr. av joner från Kolofon under ledning av Paralos, på samma plats som den tidigare bosättningen Chytrion legat.
Efter det att den lydiske kung Alyattes förgäves sökt erövra staden blev den under hans son och efterföljare Kroisos skattskyldig till Lydien, tillsammans med de andra joniska städerna. Klazomenai, som under Kroisos tid vuxit i betydelse, flyttades någon gång efter hans fall till en ö cirka 350 meter utanför kusten, för att skydda staden från perserna. Att döma av de lämningar som hittats på ön kan flytten dock inte ha skett direkt efter Sardis fall, utan snarare någon gång omkring det joniska upproret i slutet av 500-talet och början av 400-talet. Klazomenai föll ändå i persiska händer, och förblev under persiskt styre fram till man gick med i det deliska förbundet och således kom att stå under Atens ledning. År 412 f.Kr. revolterade emellertid staden mot Aten, och kom efter inre stridigheter efter Antalkidas fred år 386 f.Kr. åter under persisk kontroll, tillsammans med de andra joniska städerna. Klazomenai befriades sedan av Alexander den store, som även byggde en pir eller bro mellan ön staden låg på och fastlandet.
Efter freden i Apamea år 188 f.Kr. hamnade Klazomenai under romersk kontroll. Staden blev en del av provinsen Asia och fick status som fristad. Dessutom tilldelades den av romarna ön Drymaia.
Enligt Appianus plundrades Klazomenai och flera andra städer av pirater "i Sullas närvaro" mot slutet av romarnas första krig mot Mithridates VI Eupator, cirka 84 f.Kr.
Staden kristnades tidigt och var en suffragan till Efesos. Församlingen fogades senare till Smyrna, och efter 1387, då den nämns som återgående till Efesos i ett synodprotokoll, finns inga spår av stadens vidare historia.

## Berömda personer
I Klazomenai föddes den försokratiske naturfilosofen Anaxagoras omkring 500 f.Kr. Staden är även födelseort för sofisten Skopelianos, pythagorén Hermotimos och Perikles belägringsingenjör Artemon.

## Näringar
Klazomenai var berömt för sin keramiska industri; särskilt kända är de målade terrakottasarkofagerna och vaserna därifrån. En av dess viktigaste näringar var produktion av olivolja.

## Arkeologi
Mycket litet återstår av Klazomenai i dag. Alexanders gamla bro kan skönjas intill sin moderna motsvarighet, men bara några få block är över ytan. Under utgrävningar har man bland annat funnit skärvor av keramik och den så kallade Kore från Klazomenai, bålen av en kvinnostaty.

### Antik oljepress
I Klazomenai har man funnit de äldsta tecknen på tillverkning av olivolja i antikens Grekland. Den olivpress som hittats där är från så tidigt som 500-talet f.Kr., åtminstone tvåhundra år äldre än någon annan grekisk press som säkert kan dateras. Pressen rekonstruerades 2004-2005 i ett samarbete mellan Ege Üniversitesi i Izmir, en turkisk olivoljeexportör, ett tyskt byggnadsföretag och lokala hantverkare, baserat på en välbevarad kvarnsten med cylindrisk vals och tre separeringsgropar. Olivoljan som tillverkades med pressen blev en framgång även rent kommersiellt.